# 薄桜記
『薄桜記』（はくおうき）は、五味康祐の時代小説。『産経新聞』夕刊に1958年7月から1959年4月にかけて連載され、新潮社から1959年に刊行、新潮文庫より1965年に文庫化された。2007年9月に改版、現在まで刊行されている。高田馬場の決闘や赤穂浪士による吉良邸討ち入りを背景に、2人の剣士・丹下典膳と堀部安兵衛の友情や、上杉家江戸家老の名代・長尾竜之進の妹・千春をめぐる悲恋が描かれる。1927年に連載開始した林不忘の時代小説丹下左膳シリーズや新版大岡政談『魔像篇』に類似する点も見受けられる。
本作を原作として、映画、舞台劇、テレビドラマも数多く作られた。

## 登場人物

### 主要人物
丹下 典膳（たんげ てんぜん）
旗本随一の剣の遣い手と名高く、器量も良いと評判の直参旗本。千春と結婚してふた月で大坂城番組を命じられ、離れ離れの生活を送ることになる。いつ何時も家来への思いやりを忘れない心優しい人柄。千春とも周囲や下人が羨むほど仲睦まじい。口さがない者の話で、千春の不義密通の噂を耳にしてしまい懊悩するが、妖狐の仕業に見せかけ、千春に対する醜聞を一蹴させた後に離縁する。離縁を申し入れに長尾家へ赴いた際、竜之進に斬りつけられ、左腕を失う。この時、無抵抗だったことが、武士としてあるまじきことと断じられ、丹下家は取り潰しとなる。
母とその他の下人らを母の実家がある三河に帰らせた後、老僕の嘉次平のみを連れ、深川の長屋で侘びしい浪人暮らしを始める。
知心流の面々との斬り合い後、長屋を辞去し、白竿屋の世話になる。奉行所の頼みで無頼者を成敗した後、誰にも行き先を告げずに白竿屋をも出ていく。
その後、行方知れずになっていたが、ひっそりと江戸へ戻り、千坂兵部の頼みで吉良上野介の警護役を引き受けるが、面子を保ちたい家来らから冷遇される。
長尾 千春（ながお ちはる）
上杉家江戸留守居役・長尾権兵衛の娘。典膳に嫁いでわずかふた月で江戸と大坂に離れ離れになり、新婚で老いた姑との2人きりという心細さを思いやった実家の父が、家臣の瀬川三之丞を遣いに出し、様子を伺わせるうちに、不義密通の噂を立てられる。
離縁後は実家に戻り、典膳のことを思い出さないよう、上辺を取り繕って生活を送る。
中山 安兵衛（なかやま やすべえ）
越後新発田生まれ。24歳。かつて越後溝口家に仕えていたが、小藩の権力争いに嫌気が差し、出奔。元禄6年11月末に堀内道場に入門。越後では心地流の極意を究めた遣い手として名高かった。筆作りの内職をして糊口を凌ぐ。
高田馬場での助太刀を見込まれ、堀部家に婿入りをする。堀内道場の紅白試合を見に行った際に見かけた千春の美貌と床しさに心を奪われる。
典膳が吉良の付け人となったことを知り、仇討ちの最たる障壁になると考え、事前に倒しておくべきであると進言する。

### 長尾家
長尾 権兵衛（ながお ごんべえ）
千春の父。上杉家江戸留守居役。典膳が打った妖狐の芝居で初めて娘の醜聞を知る。
長尾 竜之進（ながお りゅうのしん）
千春の兄。馬の調練のために高田馬場へ向かう際、助太刀に走る安兵衛を見かけ、決闘の一部始終を目撃する。

### 丹下家
嘉次平（かじへい）
典膳の草履取りを務める老僕。先代の頃から仕えている。
水田 久右衛門（みずた きゅうえもん）
典膳の家来。
縫（ぬい）
典膳の母。長らく病床に臥せっていたが、快復しつつある。
後藤 七左衛門（ごとう しちざえもん）
典膳の伯父。火元御番頭。典膳と千春の縁組みの媒酌人を務めた。

### 堀内道場
堀内正春（ほりうち まさはる）
小石川に看板を掲げる、江戸一番と名高い一刀流道場「堀内道場」の主。36歳。父・堀内嘉左衛門（かざえもん）は知恵伊豆と呼ばれた松平信綱の信頼厚い家臣だった。
高木 敬之進（たかぎ けいのしん）
堀内道場師範代。38歳。
池沢 武兵衛（いけざわ ぶへえ）
堀内道場の門下。小十人組。
野母 清十郎（のも せいじゅうろう）
堀内道場の門下。

### 上杉家
上杉綱憲（うえすぎ つなのり）
上杉家当主。
吉良上野介（きら こうずけのすけ）
綱憲の実父。高家肝煎。
千坂兵部（ちさか ひょうぶ）
上杉家江戸家老。片腕を切り落とされた典膳を自宅で介抱し、騒ぎが大きくならないよう尽力した。吉良邸の普請を前川組に頼む。典膳に上野介の警護役になってもらう。
瀬川 三之丞（せがわ さんのじょう）
上杉家家臣。背が低く、浅黒い肌の男。千春とは幼なじみ。新婚で夫と離れ離れになった千春に、実家からの土産物を届けるなど足繁く通ううちに、千春との不義密通の噂を立てられる。

### その他
堀部 弥兵衛（ほりべ やへえ）
播州赤穂藩江戸留守居役。ある縁談の媒酌人として安兵衛に会い、自分の娘の婿になることを了承させた。
菅野六郎左衛門（すがの ろくろうざえもん）
安兵衛の叔父。伊予西条の城主松平左京の家臣。60歳。御供番組頭。中山家とは縁続きにあり、安兵衛は主取奉公に上がる際には身許保証人になってもらおうと懇意にしている。かねてより不和の仲だった同役の村上庄左衛門からの挑戦を受け、高田馬場での私闘に臨み、死亡する。
紀伊国屋文左衛門（きのくにや ぶんざえもん）
遊蕩大尽と噂される商家の大旦那。27歳。明暦の大火の際に木材の買い占めをして巨万の富を成した材木問屋の主人。
ヘレン
日本とオランダの混血の少女。17歳。黒髪で碧眼。水揚げはまだしていない。長崎で生まれ、3歳の時に幇間の桜川為山の養女になった。
白竿屋長兵衛（しらさおや ちょうべえ）
浅草蔵前の請負師（人足の元締め）「白竿屋」の主人。25歳。吉良邸の屋敷替えに伴う増築工事で人足を出す。
お三（おさん）
長兵衛の妹。典膳の世話係となる。
辰吉（たつきち）・巳之吉（みのきち）
「白竿屋」の若衆。典膳の側付きとなる。
纏の与太郎（まといのよたろう）
江戸で札付きの悪人。元は火消し人足で、強請・窃盗・騙り・博打など数々の悪事を働き、背中には倶利伽羅不動明王の刺青と『東照大権現』の五字が彫ってあり、家康の神号に役人が手を出せずのさばっていた。

## 書誌情報
- 薄桜記（1959年、新潮社）
- 薄桜記（1965年4月30日、新潮文庫）
  - 薄桜記（2007年10月改版、新潮文庫、ISBN 978-4-10-115105-2）
- 五味康祐選集 11 薄桜記（1967年、徳間書店）
- 薄桜記（1972年、廣済堂出版）
- 五味康祐代表作集 第8巻 薄桜記（1981年3月、新潮社）

## 映画

### 薄桜記（1959年）

#### 解説
『薄桜記』は、1959年の日本映画。英語タイトルはSamurai Vendetta。カラー・シネマスコープ、110分。
製作：大映京都、監督：森一生。主演は市川雷蔵。主人公の隻腕の剣士・丹下典膳を雷蔵、堀部安兵衛（中山安兵衛）を勝新太郎、2人に思いを寄せられるヒロイン・千春を真城千都世が演じた。2004年に角川エンタテインメントからDVDが発売されている。
映画の脚本を担当した伊藤大輔の脚色により、五味の原作とはかなりの違いがある。
- 原作では典膳は左腕を失うが、映画では右腕を失う。
- 原作では典膳と安兵衛は同じ堀内道場の門下生である。映画では安兵衛は堀内一刀流の剣豪だが、典膳は知心流の剣豪である。
- 原作は典膳と千春が結婚して2年が経ったところから始まる。映画は典膳と千春の出会いから始まり、恋愛、新婚生活と順に描かれる。
- 原作では、典膳が新婚2カ月で大坂城番組を命じられて大坂赴任している間に、千春は上杉家重臣で幼馴染の瀬川三之丞と過ちを犯したと噂になる。
- 原作のラストシーンに千春は登場しない。

なお、ラストシーンで雷蔵が見せる、片腕のない典膳が片足を撃たれ寝たまま転がり刀を振るうという三段剣法の立ち回りは、五味の原作ではなく伊藤の脚本によるものである。この殺陣は、伊藤が隻腕である典膳の片足を鉄砲で撃ち抜く描写を書いたことから考え出された。
伊藤は、雑誌『時代映画』53号（1959年10月号）に『薄桜記』のシナリオが掲載された際に、原作者の五味から改変を承諾する言質を得たうえで、敢えてアレンジをした結果、原作と違い過ぎる話になった旨の経緯や心情を付記に書いており、原作の概略を記してから、続けて自分のシナリオを掲載している。ちなみに、大映特集号である同号には、市川雷蔵と勝新太郎の芸道対談が掲載されている。
2013年と2016年の2度にわたり、時代劇専門チャンネルで放送されている。また2023年末、BS12でも放送されている。

#### ストーリー
旗本・丹下典膳は高田馬場の決闘へ向かう途中の中山安兵衛とすれ違う。駆け付けた典膳は安兵衛の決闘相手が同門知心流であると知って場を離れ、安兵衛は堀部弥兵衛親娘の助けを得て仇を倒す。典膳は同門を見捨てたとして、師匠・知心斎に破門される。安兵衛も師匠・堀内源太左衛門の心をくみ、道場と距離をおく。源太左衛門の紹介で安兵衛に上杉家への仕官話が来る。安兵衛は上杉家江戸家老・千坂兵部の名代・長尾竜之進の妹・千春に好意を抱くが、千春は典膳と恋仲だった。2人の祝言が近いことを知り、安兵衛は上杉家への仕官を断って、弥兵衛の娘・お幸の婿となり浅野家に仕える。典膳は千春と祝言をあげた。
典膳が公用で旅立った留守中、典膳を恨む知心流の門弟五人が屋敷に乱入し、千春が凌辱される。ほどなく、千春が安兵衛と密通していると噂が伝わる。旅先から帰った典膳は真相を知ると、浪人となり五人に復讐する決意を固め、長尾家を訪れ千春を離縁すると伝える。怒った竜之進は抜刀し典膳の片腕を斬る。同日、安兵衛が仕える浅野家当主・浅野内匠頭は上杉家当主の実父・吉良上野介を江戸城松の廊下で刃傷に及び、片腕を失った典膳は行方をくらませた。
1年後。吉良邸討ち入りを画策する浪人・安兵衛は、吉良の茶の相手をつとめる女を尾行し、女が千春であると気づき驚く。典膳と別れた千春は兵部の世話で自立しており、典膳は兵部の好意で米沢での療養を経て吉良家に迎えられていた。江戸に戻った2人は兵部の死を知る。知心流5人を斬った後、典膳は上野介の用心棒となり、赤穂浪士と戦うことを決意する。安兵衛ら赤穂浪士の計画は、あとは吉良邸で行われる茶会の日取りを確かめるだけと大詰めだった。その頃、5人のうち生き残った2人が再び典膳を襲った。
以上が大まかなストーリーだが、完成作品は赤穂の浪士たちが討ち入りのため吉良邸に向かって行進する描写から始まり、安兵衛の回想として物語が始まる。

#### キャスト
- 丹下典膳 - 市川雷蔵
- 中山安兵衛 - 勝新太郎
- 千春 - 真城千都世
- 浪乃 - 三田登喜子
- 三重 - 大和七海路
- 長尾竜之進 - 北原義郎
- 大高源吾 - 島田竜三
- 友成造酒之助 - 千葉敏郎
- 神崎与五郎 - 舟木洋一
- 戸谷兵馬 - 伊沢一郎
- 村上庄左衛門 - 須賀不二夫
- 長尾権兵衛 - 清水元
- 嘉次平 - 寺島雄作
- お志津 - 加茂良子
- お幸 - 浅野寿々子
- 田鶴 - 浜世津子
- 千坂兵部 - 香川良介
- 堀部弥兵衛 - 荒木忍
- 三田四郎五郎 - 伊達三郎
- 吉良上野介酒宴の客 - 東良之助
- 堀内源太左衛門 - 嵐三右衛門
- 吉田忠左衛門 - 南部彰三
- 大迫源内 - 志摩靖彦
- 菅野六左衛門 - 葛木香一
- 中津川祐見 - 光岡龍三郎
- 壱岐練太郎 - 浜田雄史
- 酒宴の客一 - 横山文彦
- 与力馬淵 - 藤川準
- 梶川与惣兵衛 - 玉置一恵
- 酒宴の客二 - 菊野昌代士
- 役人田頭 - 旗孝思
- 武家の使者物部 - 沖時男
- 野母 - 大杉潤

#### スタッフ
- 監督 - 森一生
- 脚本 - 伊藤大輔
- 原作 - 五味康祐
- 企画 - 財前定生
- 製作 - 三浦信夫
- 撮影 - 本多省三
- 美術 - 太田誠一
- 音楽 - 斎藤一郎
- 録音 - 海原幸夫
- 照明 - 中岡源権
- 編集 - 谷口孝司

### 秘剣破り（1969年）

#### 解説
『秘剣破り』（ひけんやぶり）は、1969年の日本映画。英語タイトルはBroken Swords。カラー・シネマスコープ、90分。
監督：池広一夫。主演は松方弘樹。五味の原作をもとに、1959年の大映映画版で脚本をつとめた伊藤の脚色で大映京都が製作した。

#### キャスト
- 丹下典膳 - 松方弘樹
- 中山安兵衛 - 本郷功次郎
- 千春 - 岩井友見
- 長尾龍之進 - 露口茂
- 浅野内匠頭 - 青山良彦
- 堀部弥兵衛  - 加藤嘉
- 千坂兵部 - 松村達雄
- 三重 - 小林直美
- 浪乃 - 川崎あかね
- 戸谷兵馬 - 五味龍太郎
- 長尾権兵衛 - 稲葉義男
- 堀内源太左衛門 - 河野秋武
- 大迫源内 - 北城寿太郎
- 武家の使者 - 天王寺虎之助
- 伴義人 - 早川雄三
- 田鶴 - 松村康世
- 三田四郎五郎 - 木村元
- 村上庄左衛門 - 伊達岳志
- 嘉平次 - 花布辰男
- 友成造酒之助 - 堀田真三
- 壱岐練太郎 - 山本一郎
- 知心斉 - 寺島雄作
- 吉良上野介 - 杉山昌三九
- 仁木惣右衛門 - 橋本力
- お百 - 毛利郁子
- お市 - 近江輝子

#### スタッフ
- 監督 - 池広一夫
- 脚色 - 伊藤大輔
- 原作 - 五味康祐
- 撮影 - 牧浦地志
- 美術 - 下石坂成典
- 音楽 - 渡辺岳夫
- 録音 - 海原幸夫
- 照明 - 黒川俊二
- 編集 - 谷口登司夫
- スチル - 藤岡輝夫

#### 併映作品
- 『鬼の棲む館』: 三隅研次監督

## 舞台
五味の原作をもとに、1971年・1980年・1990年・1991年・1999年・2002年・2014年に上演されている。

### 忠臣蔵異聞 薄桜記（1971年）
『忠臣蔵異聞 薄桜記』は、1971年8月に上演された舞台「明治座出演5周年記念 舟木一夫 8月特別公演」夜の部第1幕の演目。第2幕は「夏・青春・歌」。主演は舟木一夫。東京明治座。五味自身が脚色している。

#### キャスト
- 丹下典膳 - 舟木一夫
- 堀部安兵衛 - 内田良平
- 千春 - 光本幸子
- 千坂兵部 - 伊志井寛

#### スタッフ
- 原作・脚本 - 五味康祐
- 脚本 - 土橋成男
- 演出 - 松浦竹夫

### 薄桜記（1980年）
『薄桜記』は、1980年8月に上演された舞台「明治座8月公演」夜の部第1幕の演目。第2幕は「夏姿花錦絵」。主演は林与一。東京・明治座。

#### キャスト
- 丹下典膳 - 林与一
- 千春 - 三林京子
- お美津 - 長谷川稀世
- 堀部安兵衛 - 内田良平
- 白竿長兵衛 - 坂東好太郎
- 千坂兵部 - 田崎潤
- 高木敬之進 - 青山良彦

### 薄桜記（1990年）
『薄桜記』は、1990年8月31日から9月5日まで東京・新宿紀伊国屋ホールで上演された舞台。劇団テアトロ海の公演で、舟木一夫は客演である。

#### キャスト
- 丹下典膳 - 舟木一夫
- 堀部安兵衛 - 堀井真吾
- 千春 - 平野明美
- お美津 - 入江多津子

### 忠臣蔵異聞 雪の花 士道無双（1991年）
『忠臣蔵異聞 雪の花 士道無双』は、1991年1月2日から27日まで大阪・新歌舞伎座で上演された舞台。主演の杉良太郎は、丹下典膳と堀部安兵衛の二役を演じた。

#### キャスト
- 丹下典膳・堀部安兵衛 - 杉良太郎
- 千春 - 水谷良重
- お三 - 葉山葉子
- 剛兵衛 - 長門裕之

### 薄桜記（1999年）
『薄桜記』は、1999年8月3日から8月28日まで東京・新橋演舞場で上演された舞台。主演は舟木。この舞台で、舟木と林与一は、1964年にNHKで放映された大河ドラマ『赤穂浪士』以来35年ぶりに共演している。

#### キャスト
- 丹下典膳 - 舟木一夫
- 堀部安兵衛 - 林与一
- 千春 - 光本幸子
- 白竿長兵衛 - 安井昌二

### 薄桜記（2002年）
『薄桜記』は、2002年6月1日から6月25日まで大阪新歌舞伎座で上演された舞台。主演は舟木。

#### キャスト
- 丹下典膳 - 舟木一夫
- 堀部安兵衛 - 綿引勝彦
- 千春 - 葉山葉子
- 白竿長兵衛 - 安井昌二

### 薄桜記（2014年）
『薄桜記』は、2014年2月15日から2月24日まで大阪・国立文楽劇場で上演された舞台。劇団前進座による公演で、脚本・演出はジェームス三木。制作・王前安生（前進座）。2014年9月に名古屋・中日劇場、11月に東京・国立劇場小劇場、浅草公会堂他、2015年1月に京都四條南座で上演。

#### キャスト
- 丹下典膳 - 嵐芳三郎（七代）
- 堀部安兵衛 - 中嶋宏太郎
- 千春 - 浜名実貴
- 千坂兵部 - 嵐圭史
- 吉良上野介 - 中村梅之助（四代）

スタッフ
|            | 原作           | 五味康祐 |
| 脚本・演出 | ジェームス三木 |          |
| 演出助手   | 市川 正        |          |
| 美 術      | 前田 剛        |          |
| 音 楽      | 川崎絵都夫     |          |
| 照 明      | 森脇清治       |          |
| 効 果      | 横山あさひ     |          |
| 殺 陣      | 林 邦史朗      |          |
| 舞台監督   | 佐藤琢人       |          |

## テレビドラマ

### 忠臣蔵外伝 薄桜記（1991年）
『忠臣蔵外伝 薄桜記』は、1991年にテレビ東京系で秋の時代劇スペシャルとして放映された時代劇。主演は杉良太郎。140分。

#### キャスト
- 丹下典膳 - 杉良太郎
- 堀部安兵衛 - 竜雷太
- 千春 - 佳那晃子
- 菅原謙次
- お三 - 大沢逸美
- 嘉次平 - 左右田一平
- 長尾龍之進 - 本田博太郎
- 長門裕之
- 白竿屋長兵衛 - 石丸謙二郎
- 小林平八郎 - 外山高士
- 福本清三

ほか。

#### スタッフ
- ナレーター - 谷口節
- 製作 - テレビ東京、株式会社杉友、松竹株式会社
- 監督 - 高橋繁男
- 脚本 - 鈴木生朗
- 原作 - 五味康祐
- 撮影 - 藤原三郎
- 照明 - 中島利男
- 美術 - 倉橋利韶
- 録音 - 中路豊隆
- 調音 - 鈴木信一
- 装飾 - 中込秀志
- 編集 - 園井弘一
- 記録 - 川原富美子
- 進行 - 楳原仁一
- 制作主任 - 高坂光幸
- 助監督 - 加島幹也
- プロデューサー - 江津兵太（テレビ東京）、桜林甫
- プロデューサー補 - 宮本明芳
- 殺陣 - 谷明憲
- スチール - 牧野譲
- 広報担当 - 樋口一郎（テレビ東京）
- 床山 - 八木かつら、山崎かつら
- 衣装 - 松竹衣装
- 美粧 - 杉本勢一
- 装置 - 新映美術工芸
- 小道具 - 高津商会
- 現像 - IMAGICA
- 音楽 - ミュージックデザイン
- 協力 - 杉友会、持原剣友会、JAC、エクラン演技集団
- ロケ協力 - 京都大覚寺
- 制作協力 - 京都映画株式会社

### 薄桜記（2012年）
NHK BSプレミアムの「BS時代劇」枠で2012年7月13日から9月21日まで毎週金曜日20:00 - 20:43・JSTに放送された。全11回。脚本はジェームス三木。主演は山本耕史。
また、NHK総合（沖縄を除く）で同年10月18日から12月27日まで毎週木曜日20:00 - 20:43に地上波再放送された。

#### キャスト
主要人物
- 丹下典膳 - 山本耕史
- 長尾千春 - 柴本幸
- 堀部安兵衛 - 高橋和也
- 丹下ぬひ - 檀ふみ
- 後藤七左衛門 - 徳井優
- 長尾権兵衛 - 辰巳琢郎
- お菊 - かとうかず子
- 長尾龍之進 - 忍成修吾
- 瀬川三之丞 - 石垣佑磨
- 高木敬之進 - 葛山信吾
- 千坂兵部 - 草刈正雄
- 吉良上野介 - 長塚京三
- 吉良富子 - 萬田久子
- 堀部弥兵衛 - 津川雅彦
- 紀伊国屋文左衛門 - 江守徹
- 白竿屋長兵衛 - 高嶋政伸
- お三 - ともさかりえ

その他
- 富樫頼母 - 石丸幹二
- 堀内正春 - 寺泉憲
- 嘉次平 - 沼田爆
- 水田久右衛門 - 笠松伴助
- キヨ - こばやしあきこ
- 信蔵 - 満園雄太
- 甚蔵 - 江利智広
- 黒木 - 箱田暁史
- 赤川 - 下総源太朗
- 青田 - 堤隆博
- 熊倉文吾 - 阪田マサノブ
- 菅野六郎左衛門 - 三田村周二
- 村上庄左衛門 - 千葉清次郎
- 村上三郎右衛門 - 真木仁
- 中津川祐見 - 松本真治
- 角田佐治兵衛 - 羽柴誠
- 喜兵衛 - 高橋克明
- 家主・六次郎 - 林和義
- ツル - 星野園美
- 大工 - 信太昌之
- 易者 - 稲尾清二
- 金坊 - 坂井和久
- 源坊 - 山田日向
- 居酒屋女将 - 田口かるた
- しじみ - 安藤玉恵
- 小猫 - 相楽樹
- 五郎兵衛 - 石橋雅史
- 辰吉 - みのすけ
- 巳之吉 - 大久保了
- 竹腰房之助 - 坂田聡
- お甲 - 松山愛佳
- みゆき - 白樺真澄
- お照 - 牧佳子
- 奈美 - 今吉祥子
- おたね - 吉田幸矢
- 梶川与惣兵衛 - 村澤寿彦
- 権現与太郎 - 皆川猿時
- 筒井監物 - 木下ほうか
- 上杉藩医・仁斎 - 山崎銀之丞
- 勘蔵 - 内野謙太
- 池沢武兵衛 - 青山草太
- 講釈師 - いとうせいこう
- カメ - 宮地雅子
- お豊 - 藤本泉
- 瑤泉院 - 小島慶子
- 浅野内匠頭 - 春日俊彰（オードリー）
- 片岡源五右衛 - 山下規介
- 浅野大学 - 阪本浩之
- 高田郡兵衛 - 渡辺謙作
- 近松勘六 - 松本実
- 奥田孫太夫 - 松澤一之
- 左右田孫兵衛 - 山本龍二
- 斉藤宮内 - 酒向芳
- 新貝弥七郎 - 小磯勝弥
- 清水一学 - 君嶋麻耶
- 山添新八 - 須田邦裕
- 吉良義周 - 市川知宏
- 上杉綱憲 - 古川悦史
- 小林平八郎 - 矢島健一

#### スタッフ
- 原作 - 五味康祐『薄桜記』
- 脚本 - ジェームス三木
- 音楽 - 濱田貴司
- 主題歌 - 城南海「Silence」
- 制作統括 - 佐野元彦、鹿島由晴
- 担当プロデューサー - 竹内敬明
- 演出 - 清水一彦、榎戸崇泰
- 殺陣指導 - 車邦秀
- 制作 - NHKエンタープライズ
- 制作・著作 - NHK

#### 放送日程
| 放送回 | 放送日        | 放送日         | サブタイトル | 演出     |
| 放送回 | BSプレミアム  | 総合           | サブタイトル | 演出     |
| ------ | ------------- | -------------- | ------------ | -------- |
| 第1回  | 2012年7月13日 | 2012年10月18日 | 密通         | 清水一彦 |
| 第2回  | 7月20日       | 10月25日       | 汚名         | 清水一彦 |
| 第3回  | 7月27日       | 11月01日       | 口封じ       | 榎戸崇泰 |
| 第4回  | 8月03日       | 11月08日       | 高田馬場     | 榎戸崇泰 |
| 第5回  | 8月10日       | 11月15日       | 豪商紀文     | 清水一彦 |
| 第6回  | 8月17日       | 11月22日       | 用心棒       | 清水一彦 |
| 第7回  | 8月24日       | 11月29日       | 殿中刃傷     | 榎戸崇泰 |
| 第8回  | 8月31日       | 12月06日       | 両成敗       | 榎戸崇泰 |
| 第9回  | 9月07日       | 12月13日       | 文鳥         | 榎戸崇泰 |
| 第10回 | 9月14日       | 12月20日       | 遠い春       | 清水一彦 |
| 最終回 | 9月21日       | 12月27日       | 雪の墓       | 清水一彦 |

#### 関連番組
- 「薄桜記」の魅力に迫る!（初回放送：2012年7月10日 18:00 - 18:29、NHK BSプレミアム）
  - 五味康祐が生前に所有していた『薄桜記』の初版本や、執筆活動を陰ながら支えた最愛の妻・千鶴子に宛てて五味が贈った献呈本の数々と2人の写真が紹介された。また、五味は『薄桜記』の執筆時に膨大な資料にあたっており、遺された資料の中から、主人公の典膳の住所や隣の屋敷の住人の名前など細かい設定を描く際に五味が愛用していた『御府内沿革図書』が紹介された。

| NHK BSプレミアム BS時代劇                            | NHK BSプレミアム BS時代劇                                  | NHK BSプレミアム BS時代劇  |
| 前番組                                               | 番組名                                                     | 次番組                     |
| ---------------------------------------------------- | ---------------------------------------------------------- | -------------------------- |
| 陽だまりの樹                                         | 薄桜記                                                     | 猿飛三世                   |
| NHK総合 木曜20時台                                   |                                                            |                            |
| 仕事ハッケン伝                                       | 薄桜記                                                     | 塚原卜伝                   |
| NHK総合 木曜の娯楽時代劇                             |                                                            |                            |
| テンペスト （2012年4月-6月） 本作品のみ22時-22時45分 | 薄桜記 （2012年10月 - 12月） 本作品以後は木曜20時-20時45分 | 塚原卜伝 （2013年1月-3月） |